# کولفوسریل پالمیتات
کولفوسریل پالمیتات (Colfosceril palmitate) یا دی‌پالمیتوئیل‌فسفاتیدیل‌کولین (Dipalmitoylphosphatidylcholine) یکی از سورفکتانت‌ها است که در ریه پستانداران دیده می‌شود. این فسفولیپید در ساخت داروهای جایگزین سورفکتانت نیز استفاده شده‌است.
سورفکتانت ریوی صناعی نوعی داروی غیر تب‌زا و استریل می‌باشد که فقط از راه داخل تراشه‌ای استفاده می‌شود.